# Bomolocha nigrobasalis
Bomolocha nigrobasalis är en fjärilsart som beskrevs av Herz 1904. Bomolocha nigrobasalis ingår i släktet Bomolocha och familjen nattflyn. Inga underarter finns listade i Catalogue of Life.